# Język Adamowy

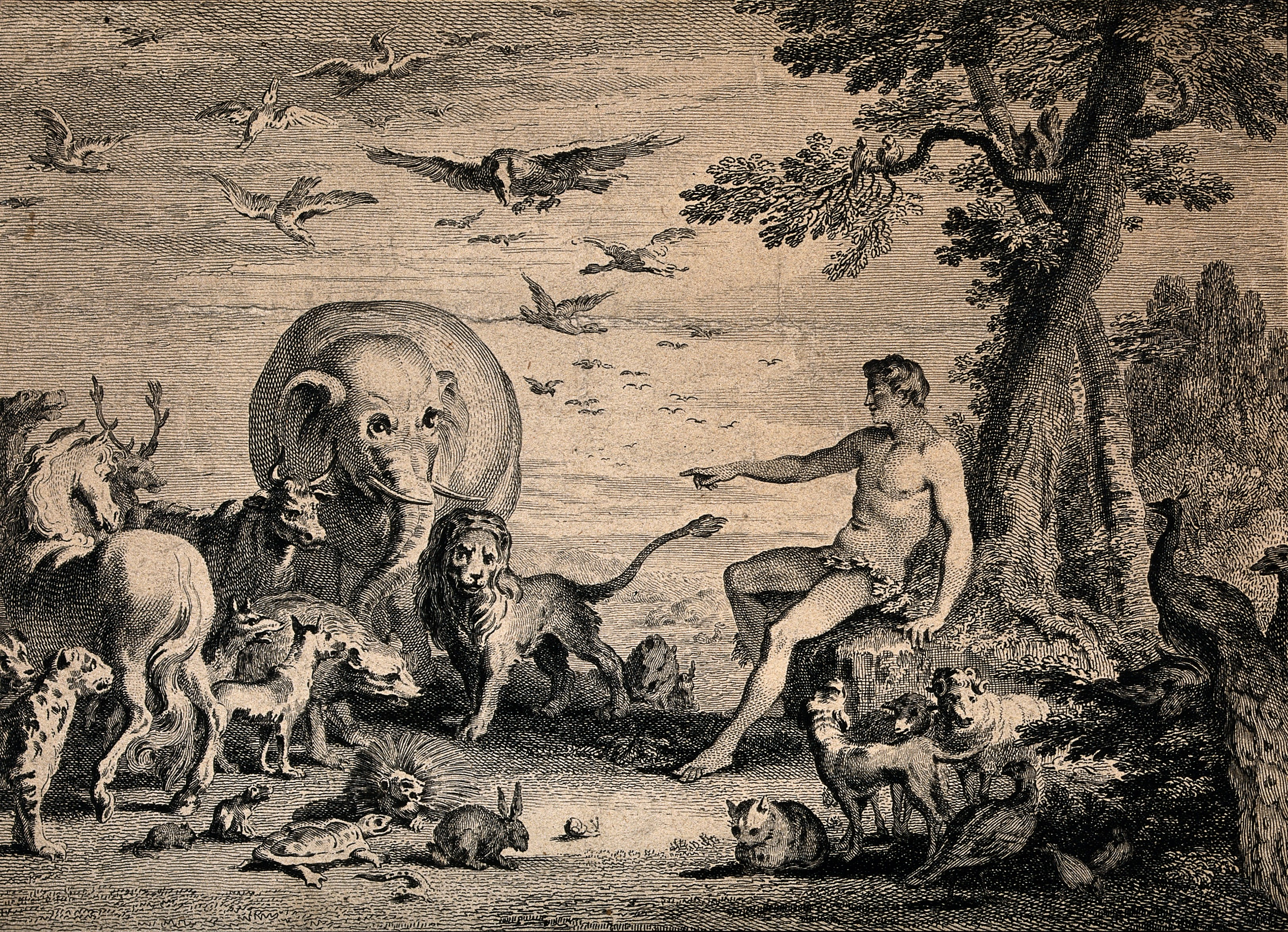
Wyobrażenie Adama w raju nadającego imiona zwierzętom

Język Adamowy – mitologiczna koncepcja istnienia uniwersalnego prajęzyka, od którego według Biblii mają wywodzić się wszystkie języki świata.
Według Księgi Rodzaju (2:19), język ten został stworzony przez Adama, gdy Bóg Ojciec kazał mu nadać nazwy wszystkim rzeczom. Ponieważ Biblia nie precyzuje jednak, jaki to był język, egzegeci rozmaicie spekulowali na ten temat.
W średniowieczu zazwyczaj utożsamiano język Adamowy z hebrajskim, do teraz ten pogląd podziela wielu protestanckich kreacjonistów. Zwolennicy tego poglądu uznają hebrajski za Adamowy, ponieważ stwierdzenie Adama (Rdz 2:23): „ta będzie się zwała niewiastą (isza), bo ta z mężczyzny (isz) została wzięta”, ma według nich sens tylko w odniesieniu do słów hebrajskich, mimo że taka sama konstrukcja językowa jest możliwa w polskim jako mąż i mężyna, a także analogicznie w wielu innych językach świata.
Etiopski Kościół Ortodoksyjny uważa, że Adam i Ewa posługiwali się językiem gyyz.
W księgach mormońskich wymieniany jest „czysty i niesplugawiony” język Adamowy. Przytoczone są nawet słowa pierwotnej mowy, które jednak pochodzą ze znanych języków afroazjatyckich, np. pay lay Ale, to zniekształcone hebrajskie pe le El, 'usta do Boga’, a deseret jest uzupełnioną o samogłoski wymową staroegipskiego dsrt.
W katolickich objawieniach prywatnych Anny Katarzyny Emmerich pada stwierdzenie, że ze wszystkich (indoeuropejskich) potomków (praindoeuropejskiego) języka Adamowego „pierwszymi czystymi córkami tej mowy” są (indoirańskie) języki Baktrów, Zendów i Indów.